# Caffrogobius caffer
Caffrogobius caffer és una espècie de peix de la família dels gòbids i de l'ordre dels perciformes.

## Morfologia
- Els mascles poden assolir 18 cm de longitud total.[4][5]

## Hàbitat
És un peix marí, de clima subtropical i demersal.

## Distribució geogràfica
Es troba a Àfrica: Moçambic i Sud-àfrica.

## Observacions
És inofensiu per als humans.